# Discopus comes
Discopus comes là một loài bọ cánh cứng trong họ Cerambycidae.